# Lobão da Beira
Lobão da Beira is een plaats (freguesia) in de Portugese gemeente Tondela en telt 1207 inwoners (2001).